# 1084
Évszázadok: 10. század – 11. század – 12. század
Évtizedek: 1030-as évek – 1040-es évek – 1050-es évek – 1060-as évek – 1070-es évek – 1080-as évek – 1090-es évek – 1100-as évek – 1110-es évek – 1120-as évek – 1130-as évek
Évek: 1079 – 1080 – 1081 – 1082 –  1083 – 1084 – 1085 – 1086 – 1087 – 1088 – 1089

## Események
- IV. Henrik serege elfoglalja Rómát, és pápává szentelteti III. Kelement.[1]
- március 31. – IV. Henrik német-római császár megkoronázása.
- Szent Brúnó megalapítja a karthauzi szerzetesrendet.
- Vital Faliero de'Doni velencei dózse megválasztása (1096-ig uralkodik).

## Születések
- I. Dávid skót király († 1153)